# Камерунска линија
Камерунска линија (фр. Ligne du Cameroun, порт. Linha dos Camarões, шп. cordillera de Camerún) је 1.600 км дугачак ланац вулкана који укључује острва у Гвинејском заливу и планине на афричком копну, од планине Камерун на обали до језера Чад на североистоку.  Они чине природну границу између источне Нигерије и западног региона Камеруна. Острва, која се простиру на екватору, имају тропску климу и насељавају је многе јединствене врсте биљака и птица. Планински региони на копну су много хладнији од околних низија, а такође садрже јединствена и еколошки важна окружења.
Вулканска линија Камеруна је геолошки необична јер се протеже и кроз океан и кроз континент. Различити геолози су изнели различите хипотезе да би објаснили ову линију.  

## Географија
У Гвинејском заливу, Камерунска линија се састоји од шест приобалних вулканских уздигнућа који су формирали острва или подводне планине. Од југозапада до североистока групе острва су Анобон (или Пагалу), Сао Томе, Принсипе и Биоко. Две велике подморске планине леже између Сао Томеа и Принсипа, и између Принсипа и Биока.
На копну, линија почиње са планином Камерун и протеже се на североисток у опсегу познатом као Западна висока висораван, где се налазе шуме Камерунског горја. Вулканска уздигнућа даље у унутрашњости су Маненгуба, Бамбоуту и масив Оку.  Источно од Окуа постоје још неке вулканске планине на висоравни Нгаундере, од којих неке изгледа имају слично порекло. 

### Ланац острва

#### Анобон
Најјужније острво у ланцу је Анобон, такође познато као Пагалу, са површином од око 17,5 km². То је угашени вулкан који се уздиже из дубоке воде до 598 м изнад нивоа мора. Острво припада Екваторијалној Гвинеји.
Просечна температура је 26,1 °C, са малим сезонским варијацијама. Највише кише пада од новембра до маја, са годишњим просеком од 1.196 мм падавина - мање него на копну.  Анобон има бујне долине и стрме планине, прекривене богатом шумом и бујном вегетацијом. 
Мала популација живи у једној заједници, бави се пољопривредом, али углавном живи од риболова. 

#### Сао Томе
Острво Сао Томе је површине 854 km², и лежи скоро цело на екватору. Острво је масивни штитасти вулкан који се уздиже са дна Атлантског океана, преко 3.000 м испод нивоа мора, и достиже 2.024 м изнад нивоа мора у Пико де Сао Томе.  Најстарија стена на Сао Томеу стара је 13 милиона година.  Већина лаве која је еруптирала на Сао Томе у последњих милион година је базалт. Најмлађа датована стена на острву стара је око 100.000 година, али се на југоисточној страни острва налазе бројни новији конуси од пепела. 
Због преовлађујућих југозападних ветрова постоји велика варијабилност падавина. У кишној сенци североисточног  Сао Томеа вегетација је сува савана, са само 60 cm кише сваке године. Насупрот томе, бујни југ и запад острва добијају око 6 м кише, углавном у марту и априлу.  Клима је топла и влажна са кишном сезоном од октобра до маја. Више падине острва су пошумљене и чине део Националног парка Обо.  Сао Томе никада није био повезан са Африком, па стога има много јединствених биљака и птица.  Од птица, 16 је ендемских и шест скоро ендемских врста, од којих четири настањују само Принсипе. Шест врста се сматра рањивом, а три су критично угрожене (Сао Томе ибис, Сао Томе фискал и Сао Томе велики канаринац).  Schistometopum thomense, јарко жута врста безногих водоземаца, ендемска је за Сао Томе. 
Од 2010. године, Сао Томе и Принсипе, независна нација, имала је процењену популацију од 167.000, од којих је већина живела на острву Сао Томе. Главни језик је португалски, поред форо и анголског (Нгола), два креолска језика базирана на португалском. Привреда се углавном заснива на туризму. Пољопривреда је важна у близини северне и источне обале, при чему су главни извозни производи какао, кафа, копра и производи од палми. У океану између Нигерије и Сао Томеа постоје велике резерве нафте које још нису експлоатисане. 

#### Принсипе
Принсипе је мање од два велика острва Сао Томе и Принсипе, са површином од 136 km². Вулканска активност је престала пре око 15,7 милиона година, а острво је дубоко еродирано поред спектакуларних торњева од фонолита. Острво је окружено мањим острвима укључујући Илхеу Бом Бом, Илхеу Кароко, Тинхоса Гранде и Тинхоса Пекуена, и лежи у океану 3.000 м дубоко. Уздиже се на југу до 946 м у Пико де Принсипе, у густом шумовитом подручју унутар Националног парка Обо. Север и центар острва су раније били плантаже, али су углавном поново претворене у шуме. Као и код Сао Томеа, острво је одувек било изоловано од копна и стога има много јединствених врста биљака и животиња, укључујући шест ендемских птица. 
Принципе има популацију од око 5.000 људи. Осим португалског, неки говоре Принсипенсе или Лунгуие са неколико корисника Форо језика. 

#### Биоко
Биоко је само 32 км од обале Камеруна. Острво је некада било крај полуострва повезаног са копном, али је одсечено када је ниво мора порастао пре 10.000 година на крају последњег леденог доба.  Са површином од 2.017 km² то је највеће острво у Камерунској линији. 
Биоко има три базалтна штита вулкана, који се спајају на нижим нивоима. Сан Карлос је висок 2.260 м са широком калдером на врху, и лежи на крајњем југозападу острва. Вулкан датира из холоценског доба и био је активан у последњих 2000 година.  Санта Исабел је највећи вулкан са 3.007 м висине и садржи много сателитских конуса од пепела. Пријављене су три ерупције из отвора на југоисточном боку током касног 19. и почетком 20. века.  Сан Хоакин, такође познат као Пико Биао или Пико до Мока, је висине 2.009 м, на југоистоку острва. Врх је пресечен малом калдером испуњеном језером, а на североисточном боку се налази кратерско језеро. Сан Хоакин је био активан током последњих 2.000 година. 
Југозападна страна Биока је кишна већи део године, са годишњим падавинама на неким локацијама од 10.000 мм. Клима је тропска на нижим надморским висинама, постаје око 1 °C хладнија за сваких 150 м надморске висине. Отворене планинске шуме су изнад 1.500 м на Пико Басиле, Гран Калдера де Луба и Пико Биао, са субалпским травњацима изнад 2.500 м. Биоко има изузетан број ендемских врста флоре и фауне, делом због великог распона надморских висина, посебно птица. Планинска шума је заштићена у Националном парку Базиле, 330 km², и Научном резервату кратера Луба, 510 km². Дошло је до малог губитка станишта, али јужне падине су остале скоро потпуно непоремећене. Иако је ловни притисак у порасту, фауна у неприступачном јужном делу острва је углавном нетакнута. Ово укључује ендемску подврсту биокоанског дрила, (Mandrillus leucophaeus poensis). 
Биоко је део Екваторијалне Гвинеје. Острво има 334.463 становника (попис 2015.),  од којих су већина Буби. Остатак становништва су Фернандино, Шпанци и имигранти из Рио Мунија, Нигерије и Камеруна.  Производња какаа је некада била главни извоз, али је последњих година опала. Пољопривреда, риболов и сеча шума остају важни. Природни гас се производи у бушотинама на мору, прерађује на острву и извози танкерима. 

### Западна висока висораван
Западна висока висораван, која се назива и Западно горје или Bamenda Grassfields, наставља Камерунску линију у копну Камеруна. Плато се степенасто уздиже са запада. На истоку се завршава планинама које се крећу у висини од 1.000 до 2.000 м.  Ова висораван уступа место висоравни Адамава на североистоку, већој, али мање неравној области. 

#### Вулкани
Западна висока висораван има неколико успаваних вулкана, укључујући планине Бамбоутос, планину Оку и планину Купе.  Кратерска језера су прошарана по висоравни, резултат су мртвих вулкана који су се пунили водом.  Ово укључује језеро Баромби Мбо и језеро Бермин, које имају највећи број ендемских врста риба по области забележених било где у свету. 
Планина Камерун висине 4.095 м, на обали, коју је можда посматрао Картагињанин Ханон Морепловац у 5. веку пре нове ере, еруптирала је 2000.  Даље у унутрашњости, стратовулкан Маунт Оку са 3.011 м висине је друга највиша планина у подсахарском копну западне Африке.  Године 1986. језеро Њос, кратерско језеро у вулканској равници Оку, ослободило је облак гаса угљен-диоксида који је убио најмање 1.200 људи. 

#### Клима
Регион има ниске температуре, обилне падавине и вегетацију саване. Плато има екваторијалну климу са влажном сезоном од девет месеци и сушном сезоном од три месеца. Током влажне сезоне, влажни, преовлађујући монсунски ветрови дувају са запада и губе влагу када стигну до планина у региону. Просечна количина падавина годишње креће се од 1.000 до 2.000 мм.  Висока надморска висина даје региону хладнију климу од остатка Камеруна. На пример, просечна температура у Дшангу у западној провинцији је 20 °C.  Према северу, нивои падавина су смањени како клима у Судану постаје преовлађујућа. 
Рељеф Западне високе висоравни и велика количина падавина чине је главним извором водоснабдевања за Камерун.  Важне реке у региону укључују Мању, која извире у планинама Бамбоутос и постаје Крос река на свом доњем току, и Нкам, која је позната као река Вури на свом доњем току.  Ту су и важне притоке реке Санаге.  Ове реке имају дуг период пуно воде током влажне сезоне и кратак период ниске воде током сушне сезоне. 

#### Животна средина
Вулканизам је створио плодна црна и смеђа тла.  Западна висока висораван је некада била пошумљена. Међутим, поновљена сеча и паљење од стране људи довело је до ограничавања шума у подручјима дуж водених токова и омогућило је ширење пашњака у то подручје.  Суданска савана чини доминантну вегетацију. Састоји се од ливада — што доводи до имена Bamenda grassfields око града Баменде — и кратких жбунова и дрвећа које одбацује своје лишће током сушне сезоне као одбрану од пожара и сувог времена. У долинама и депресијама расту палме рафије. 

### Суседни вулкански региони
Иако географи могу ограничити линију Камеруна на вулкане у ланцу острва и Западну високу висораван, многи геолози такође укључују висораван Нгаундере, која се протеже на истоку у висоравни Адамава, а неки би такође укључили и висораван Биу и висораван Јос у Нигерији.

## Геологија
Геолози се не слажу око тога које вулканске регије треба укључити у камерунску вулканску линију. Сви укључују линију острва и континенталну линију до Окуа. На основу сличности у старости и саставу, неки такође укључују висораван Нгаундере, висораван Биу у Нигерији северно од рукавца Јола корита Бенуе и висораван Јос западно од корита Бенуе. Постоје различите теорије о сличностима између океанских и континенталних вулкана. 

### Околна плоча
Камерунска линија дели угао где обала Африке прави кривину од 90° од јужне обале дуж запада кратона Конго и западне обале дуж југа западноафричког кратона. Обала отприлике одговара обали геолошке провинције Борборема у североисточном Бразилу, која је почела да се одваја од овог дела Африке пре око 115 милиона година.
Централноафричка зона смицања, линија која се протеже од Судана до приобалног Камеруна, пролази испод континенталног дела Камерунске линије. Видљива је у Фоумбан зони смицања, која је била активна пре и током отварања јужног Атлантика у периоду креде.  Западни крај зоне смицања је заклоњен вулканима Камерунске линије, али на основу реконструкције конфигурације Јужне Америке пре него што се одвојила од Африке, Фоумбан зона се може идентификовати са раседом Пернамбуко у Бразилу.  Велики земљотрес 1986. могао би да укаже на то да се зона смицања поново активира. 
Корито Бенуе лежи западно од Камерунске линије а формирано је расцепом централне западноафричке основе, почевши од почетка ере креде. Уобичајено објашњење формирања корита је да је то авлакоген, напуштени крак трокраког радијалног система расцепа. Друга два крака су се наставила ширити током распада Гондване, пошто се Јужна Америка одвојила од Африке.  Током сантонског доба, пре око 84 милиона година, корито Бенуе је претрпело интензивну компресију и савијање.  Од тада је тектонски тихо. 